# اکسل نویمان
اکسل نویمان (انگلیسی: Axel Neumann؛ زادهٔ ۲۲ آوریل ۱۹۵۲) بازیکن فوتبال اهل آلمان است.
از باشگاه‌هایی که در آن بازی کرده‌است می‌توان به لاس وگاس کوئیکسیلورز اشاره کرد.